# Olympische Sommerspiele 1968/Teilnehmer (Senegal)
| Gelbes Symbol für Goldmedaillen mit stilisierten Olympischen Ringen | Graues Symbol für Silbermedaillen mit stilisierten Olympischen Ringen | Braundes Symbol für Bronzemedaillen mit stilisierten Olympischen Ringen |
| ------------------------------------------------------------------- | --------------------------------------------------------------------- | ----------------------------------------------------------------------- |
| —                                                                   | —                                                                     | —                                                                       |

Senegal nahm an den Olympischen Sommerspielen 1968 in Mexiko-Stadt mit einer Delegation von 21 männlichen  Athleten an neun Wettkämpfen in zwei Sportarten teil. Ein Medaillengewinn gelang keinem der Athleten.

## Teilnehmer nach Sportarten

### Basketball
- 15. Platz
Alioune Badara Guèye
Babacar Seck
Boubacar Traoré
Cheikh Amadou Fall
Claude Constantino
Claude Sadio
Doudas Leydi Camara
Moussa Sène
Moussa Narou N’Diaye
Papa Malick Diop
Babacar Dia
Mansour Diagne

### Leichtathletik
Männer
- Barka Sy
100 m: im Vorlauf ausgeschieden

- Amadou Gakou
400 m: 4. Platz
4-mal-400-Meter-Staffel: im Vorlauf ausgeschieden

- Papa M’Baye N’Diaye
800 m: im Vorlauf ausgeschieden
4-mal-400-Meter-Staffel: im Vorlauf ausgeschieden

- Édouard Sagna
1500 m: im Vorlauf ausgeschieden

- Mamadou Sarr
400 m Hürden: im Halbfinale ausgeschieden
4-mal-400-Meter-Staffel: im Vorlauf ausgeschieden

- Daour M’baye Guèye
4-mal-400-Meter-Staffel: im Vorlauf ausgeschieden

- Laurent Sarr
Weitsprung: 20. Platz

- Clément Sagna
Weitsprung: 27. Platz

- Mansour Dia
Dreisprung: 8. Platz